# Ochthebius oezkani
Ochthebius oezkani är en skalbaggsart som beskrevs av Jäch, Kasapoglu och Erman 2003. Ochthebius oezkani ingår i släktet Ochthebius och familjen vattenbrynsbaggar. Inga underarter finns listade i Catalogue of Life.